# 武仙-北冕座長城
武仙－北冕座長城（英語：Hercules-Corona Borealis Great Wall）是宇宙中一個由星系組成的巨大超結構，延伸超過100億光年，是可觀測宇宙中已知最巨大的結構。天文學家於2013年11月使用雨燕衛星和費米伽瑪射線空間望遠鏡的觀測資料將發生在遙遠宇宙的多次伽瑪射線暴位置繪製成分佈圖時發現了這個巨大結構。

## 概要
武仙－北冕座長城是大尺度纖維狀結構的一部分，或者是以重力結合的巨大星系群。該長城的長度最長端橫跨100億光年（30億秒差距），另一端的長度則是72億光年（22億秒差距，在紅移空間的紅移速度150,000 km/s），是宇宙中已知最大的單一結構。武仙－北冕座長城的紅移值為1.6到2.1，相當於距離地球約100億光年。它的名稱由來是因為它在天球上的投影位置在武仙座和北冕座。

## 發現
伽玛射线暴是宇宙中已知釋放能量最強的天文事件之一。它的本質是遙遠巨大恆星死亡時的災難性爆炸產生的極為明亮伽玛射线釋放。伽玛射线暴是相當少見的天文事件，在類似銀河系的星系中平均每數百萬年發生一次。因為目前的理論認為伽玛射线暴是光度極高的巨大恆星爆炸形成，這樣的巨大恆星一般來說應會形成於物質較濃密區域；因此伽玛射线暴可以當作星系的標準燭光以追縱宇宙中物質分裂的區域。
天文學家伊什特萬·霍瓦特（Istvan Horvath）、喬恩·哈基拉（Jon Hakkila）和若爾特·鮑戈伊（Zsolt Bagoly）分析1997到2012年的觀測資料，並且將全天分為9個區域，每個區域各31個伽玛射线暴。在這些分區資料中，31個伽玛射线暴中的14個集中在45°寬，即全天八分之一的徑向區域，並且紅移值1.6到2.1。柯尔莫诺夫-斯米尔诺夫检验的結果顯示，這項伽玛射线暴大量集中在一定區域的狀況無法完全歸因於因為資料選擇造成的偏差。如果許多伽玛射线暴發生在這一區域，就必須要有數千甚至數以百萬計以上的星系才有可能。因此最後的結論認為該區域存在長度約史隆長城6倍以上，並且距離地球約100億光年的結構體。

## 均匀性問題
根據宇宙學原理，在足夠大的尺度下的宇宙是接近均匀的，這代表在宇宙中數量上的隨機性波動事件，例如不同區域之間的物質密度差異並不大，這代表宇宙中的物質與能量必須是均勻且各向同性分佈之。因為物理定律和作用力（例如重力）被預期在整個宇宙中無論哪一處的機制都是相同的；因此在足夠大的尺度下關鍵的各種隨機分佈不會有能量測到的差異。不過，有多個不同尺度存在以解釋對應的同質性尺度，以及依照不同狀況下的適當定義（即不同的定義取決於測量者量測使用的均匀性尺度）。而當前用來解釋均匀性尺度問題的理論則是「浩瀚界限」；這項解釋性的量測表示即使是在最大的尺度下，透過這裡論所見的宇宙外觀上仍是均匀性的。目前被公認的浩瀚界限所需尺度大約是2.5到3億光年，如果和宇宙微波背景輻射決定的宇宙外觀常態密度一起計算其尺度，均匀性尺度的上限大約是前述的4倍（10到12億光年或3.07到3.7億秒差距），是目前均匀性尺度上限最佳擬合解。然而，Jaswant Yadav 等人提出基於宇宙的分形维数，該尺度的值應該是 260/h Mpc，小於以上的值。部分科學家則指出基於均匀性尺度的量測，結構的最大尺寸大約是70-130/h Mpc。因為按照宇宙中物質是均匀和各向同性，先前並不預期宇宙中會存在比上述尺度上限更大的結構。儘管如此，仍發現了比前述尺度上限更大的結構體，例如：
1991年發現的柯羅威斯－坎普薩諾超大類星體群橫跨5.8億秒差距，稍大於上述的尺度上限。
2003年發現的史隆長城長度4.23億秒差距，也稍大於推測的尺度上限。
2011年發現的超大類星體群 U1.11長度達到7.8億秒差距，是推測尺度上限的兩倍。
2012年發現的巨型超大類星體群（Huge Large Quasar Group，Huge-LQG）長度是12.4億秒差距，是均質性尺度上限的3倍。然而，這個結構內單獨類星體的規模沒有機會和其他類星體發生關聯，無法以此得知該結構形成可能性的證據。
武仙－北冕座長城的長度在均匀性尺度上限的8倍以上，相當於可觀測宇宙的10.7%。按照宇宙學原理，和宇宙其他部分相比這個結構應該是不均匀性的，甚至在「浩瀚界限」尺度下也是如此。這項發現讓宇宙學原理受到更進一步的質疑，而目前對宇宙描述的數學模型可能太過簡化，不足以反映宇宙的狀況。天文學家也準備對該區域的伽馬射線暴進行更進一步的觀測以了解其細節。

## 宇宙演化問題
武仙－北冕座長城的發現也衍生了宇宙演化模型的問題。該結構距離地球100億光年意味著它的年齡為100億年，或大爆炸後37.9億年形成。然而，目前的宇宙演化模型並不允許這樣的結構在宇宙誕生後僅30多億年內形成，因為這樣的結構太龐大和太複雜，不應該在早期宇宙中形成。目前仍不知道這樣的結構是如何形成的。

## 外部連結

伽瑪射線暴是釋放強烈輻射的天文事件，可用來追蹤遙遠宇宙的物質分解。本圖是GRB 080319B的想像圖。

- Horváth, István; Bagoly, Zsolt; Hakkila, Jon; Tóth, L. Viktor. New data support the existence of the Hercules-Corona Borealis Great Wall （英文） // Astronomy and Astrophysics : journal. — 2015. — Vol. 584. — P. A48. — doi: 10.1051/0004-6361/201424829. — Bibcode: 2015A&A...584A..48H. — arXiv:1510.01933.
- Horváth, István; Bagoly, Zsolt; Hakkila, Jon; Tóth, L. Viktor. Anomalies in the GRB spatial distribution // Proceedings of Science. — Bibcode: 2014styd.confE..78H. — arXiv:1507.05528.